# Sinogóra (gromada)
Sinogóra (od 31 XII 1959 Syberia) – dawna gromada, czyli najmniejsza jednostka podziału terytorialnego Polskiej Rzeczypospolitej Ludowej w latach 1954–1972.
Gromady, z gromadzkimi radami narodowymi (GRN) jako organami władzy najniższego stopnia na wsi, funkcjonowały od reformy reorganizującej administrację wiejską przeprowadzonej jesienią 1954 do momentu ich zniesienia z dniem 1 stycznia 1973, tym samym wypierając organizację gminną w latach 1954–1972.
Gromadę Sinogóra z siedzibą GRN w Sinogórze utworzono – jako jedną z 8759 gromad na obszarze Polski – w powiecie mławskim w woj. warszawskim, na mocy uchwały nr VI/10/8/54 WRN w Warszawie z dnia 5 października 1954. W skład jednostki weszły obszary dotychczasowych gromad Cieszki, Dziwy, Rynowo, Sinogóra, Syberia i Żarnówka ze zniesionej gminy Rozwozin oraz obszar dotychczasowej gromady Konopaty ze zniesionej gminy Zieluń w tymże powiecie. Dla gromady ustalono 18 członków gromadzkiej rady narodowej.
1 stycznia 1956 gromada weszła w skład nowo utworzonego powiatu żuromińskiego w tymże województwie.
31 grudnia 1959 z gromady Sinogóra wyłączono (a) wieś Cieszki, włączając ją do gromady Raczyny, (b) wieś Dziwy, włączając ją do gromady Lubowidz oraz (c) wieś Konopaty, włączając ją do gromady Zieluń Osada w tymże powiecie, po czym gromadę Sinogóra zniesiono przenosząc siedzibę GRN z Sinogóry do Syberii i zmieniając nazwę jednostki na gromada Syberia.